# Майк Гмінскі
Майкл Томас Гмінскі (англ. Michael Thomas Gminski, нар. 3 серпня 1959, Монро, Коннектикут, США) — американський професіональний баскетболіст, що грав на позиції центрового за декілька команд НБА. Згодом баскетбольний коментатор матчів студентської ліги на CBS Sports.

## Ігрова кар'єра
На університетському рівні грав за команду Дюк (1976–1980). На третьому та четвертому курсі був найрезультативнішим гравцем в команді. Тоді ж входив відповідно до першої та другої символічної збірної NCAA, а 1979 року був названий найкращим баскетболістом року конференції. На момент закінчення студентської кар'єри був найкращим бомбардиром закладу в його історії з 2,323 очками, а також був лідером за підбираннями (1,242) та блок-шотами (345).
1980 року був обраний у першому раунді драфту НБА під загальним 7-м номером командою «Нью-Джерсі Нетс», в якій і розпочав професіональну кар'єру, захищав кольори команди з Нью-Джерсі протягом наступних 8 сезонів.
З 1988 по 1991 рік грав у складі «Філадельфія Севенті-Сіксерс».
1991 року перейшов до «Шарлотт Горнетс», у складі якої провів наступні 3 сезони своєї кар'єри.
Останньою ж командою в кар'єрі гравця стала «Мілвокі Бакс», до складу якої він приєднався 1994 року і за яку відіграв лише частину сезону.